# 서울한천초등학교
서울한천초등학교는 대한민국 서울특별시 노원구 월계동에 있는 초등학교이다.

## 학교 연혁
- 1984년 5월 7일 서울한천국민학교 개교
- 1996년 3월 1일 현재 교명으로 개칭
- 2014년 9월 26일 한천가족 명랑운동회
- 2015년 10월 5일 한천 꿈터(도서관) 확장 이전 개관
- 2017년 9월 1일 제12대 배창빈 교장 취임
- 2017년 9월 22일 꾸미고 꿈꾸는 화장실(본관) 완공
- 2018년 2월 20일 화장실 공사(서관) 완공
- 2018년 8월 24일 과학실(2층) 리모델링
- 2019년 2월 15일 제34회 졸업식(계 152명)
- 2020년 2월 13일 제35회 졸업식(계 162명)
- 2021년 2월 9일 제36회 졸업식(계 124명)
- 2024년 5월 7일 개교 40주년

## 학교 상징
- 교화 - 장미 : 장미처럼 아름답고 사랑할 줄 아는 것에서 기쁨을 느끼는 사람이 되자.
- 교목 - 은행나무 : 건강한 신체와 정신을 가지고 사회에 도움이 되는 한천 어린이가 되자.

## 참고 자료
- 서울한천초등학교 - 한국교육학술정보원 학교알리미